# Vincenzo Montella
Vincenzo Montella (phát âm tiếng Ý: [vinˈtʃɛntso monˈtɛlla]; sinh ngày 18 tháng 6 năm 1974) là một cựu cầu thủ bóng đá người Ý và hiện tại là huấn luyện viên của đội tuyển Thổ Nhĩ Kỳ.
Biệt danh của Montella là "Tiểu phi cơ" (Aeroplanino), do cách ăn mừng dang hai cánh tay như đôi cánh đã thành thương hiệu của ông.. Montella từng đá vị trí tiền đạo cho các câu lạc bộ Ý Empoli, Genova, Sampdoria và Roma, và có một thời gian được cho mượn Fulham. Quãng thời gian đáng nhớ nhất của Montella là từ 1999-2007 trong màu áo Roma, nơi ông đã giành được danh hiệu Serie A và Supercoppa Italia trong mùa giải 2000-01, sau đó cũng lọt vào trận chung kết Coppa Italia năm 2003. Năm 2013, Montella được ghi tên vào Phòng truyền thống AS Roma. Ở cấp độ quốc tế, anh đã có 20 lần ra sân cho Italia từ năm 1999 đến 2005, ghi 3 bàn thắng. Ông là một thành viên của đội tuyển Ý lọt vào trận chung kết UEFA Euro 2000, và tham dự FIFA World Cup 2002.
Montella bắt đầu sự nghiệp HLV tại Roma vào năm 2011, sau đó huấn luyện Catania vào mùa giải tiếp theo. Năm 2012, ông chuyển đến Fiorentina trong ba mùa giải, giúp câu lạc bộ 3 lần liên tiếp kết thúc giải VĐQG ở vị trí thứ 4, lọt vào trận chung kết Coppa Italia 2014 và bán kết UEFA Europa League 2015. Sau mùa giải 2015-2016 với Sampdoria, ông được bổ nhiệm làm HLV của Milan vào năm 2016, và cuối năm đó, ông đã giành được danh hiệu đầu tiên với trên cương vị huấn luyện viên, Supercoppa Italia. Ông bị Milan sa thải vào năm 2017 và sau đó được bổ nhiệm làm HLV của đội bóng Tây Ban Nha Sevilla. Mặc dù giúp CLB lọt vào trận chung kết Copa del Rey và lần đầu tiên trong lịch sử lọt vào tứ kết Champions League, ông vẫn bị Sevilla sa thải 4 tháng sau đó sau chuỗi 9 trận không biết mùi chiến thắng.

## Sự nghiệp cấp câu lạc bộ

### Khởi đầu sự nghiệp
Montella bắt đầu sự nghiệp cấp câu lạc bộ của mình ở Serie C1 tại Empoli vào năm 1990 trước khi chuyển đến câu lạc bộ Serie B Genova vào năm 1995, nơi ông đã ghi 21 bàn trong mùa giải duy nhất của anh ấy với câu lạc bộ, cuối năm đó ông ấy giành Cup Anglo-Italian. Sau đó, ông chuyển đến Serie A để đến với Sampdoria, nơi ông thi đấu 3 năm. Năm 1999, ông chuyển đến Roma với giá 50 tỷ lire (khoảng 25.823 triệu euro) phí chuyển nhượng.
Montella ra mắt Serie A vào ngày 8 tháng 9 năm 1996, trong trận đấu với Perugia.

### Roma
Huấn luyện viên của Roma khi đó là Zdeněk Zeman muốn Montella dẫn dắt hàng công của Roma. Nhưng vào năm đó Roma đã thay HLV mới, đó là Fabio Capello, người không thích sử dụng tiền đạo thấp bé. Mặc dù vậy, trong mùa giải 1999-00, Montella đã ghi được 18 bàn thắng, trở thành cầu thủ ghi bàn hàng đầu của Giallorossi (biệt danh của Roma), chơi bên cạnh Marco Delvecchio, ngay phía trước cầu thủ kiến tạo lối chơi Francesco Totti. Mùa sau đó, Roma ký hợp đồng với tiền đạo người Argentina Gabriel Batistuta từ Fiorentina, tiền đạo cao to mà Capello muốn.
Batistuta và Montella đã xảy ra tranh cãi nhỏ về áo số 9, số trước của cả hai cầu thủ ở CLB cũ - Batistuta cuối cùng đã chọn số 18. Batistuta thường được lựa chọn trong đội hình xuất phất, Montella dự bị. Mặc dù có sự khởi đầu không tốt, ông ấy vẫn là một trong những cầu thủ có đóng góp chính vào Scudetto lần thứ 3 vào năm 2000-01 bằng nhiều bàn thắng quan trọng cho câu lạc bộ.
Những tranh cãi giữa Capello và Montella tiếp tục diễn ra trong những năm sau đó. Montella không hài lòng vì có ít cơ hội đá chính, và vào tháng 3 năm 2002, Montella đã nói rõ sự không hài lòng của mình rằng "Tôi hy vọng mọi thứ sẽ tốt hơn với một huấn luyện viên khác."  Mặc dù phải vật lộn để giành được cơ hội đá chính, ông ấy đã trở thành thần tượng của câu lạc bộ trong mắt CĐV, vì ông ấy thường thi đấu rất tốt trong các trận derby Rome với Lazio, ghi một cú đúp trong trận derby đầu tiên của ông ấy vào năm 1999 và 4 bàn thắng trong chiến thắng 5-1 vào ngày 10 tháng 3 năm 2002; Đến nay 4 bàn thắng của Montella vẫn là kỷ lục về số bàn thắng ghi được trong trận derby.
Năm 2003 là một năm khó khăn với Montella, khi anh ly dị với vợ cũ, Rita, vì gặp nhiều chấn thương. Trong mùa giải 2003, ông ấy chỉ chơi 12 trận nhưng vẫn giữ được thành tích ghi bàn ổn định, ghi 6 bàn dù thời gian thi đấu hạn chế.
Mùa giải 2004-05, Capello cuối cùng đã rời Roma để đến Juventus - và trong khi giallorossi có một mùa giải thảm họa, Montella đã ghi 23 bàn và kiếm được hợp đồng mới kéo dài đến ngày 30 tháng 6 năm 2010, và giúp Roma vào chung kết Coppa Italia mùa đó. Mùa giải 2005-06, ông một lần nữa dính chấn thương. Ông đã trải qua phẫu thuật ở cả lưng và vai, do đó ông chỉ thi đấu được 12 trận. Tháng 1 năm 2007, ông đã chuyển sang Fulham dưới dạng cho mượn vì Francesco Totti là cầu thủ duy nhất được Luciano Spalletti tin tưởng xếp đá cao nhất trong đội hình 4-2-3-1.
Với Roma, Montella đã chơi tổng cộng 215 trận trong 8 năm, ghi 94 bàn để trở thành cầu thủ ghi bàn nhiều thứ năm trong lịch sử Roma. Ông đã chơi trận đấu cuối cùng cho Roma vào ngày 23 tháng 12 năm 2006 trước khi sang Anh thi đấu cho Fullham.

#### Được cho Fulham mượn
Montella gia nhập Fulham theo dạng chuo mượn thời hạn 6 tháng vào ngày 4 tháng 1 năm 2007, được trao chiếc áo số 11. Ông đã ghi hai bàn vào lưới Leicester City trên sân nhà, tại FA Cup., 1 bàn nữa vào ngày 27 tháng 1 trong cùng trận đối đầu Stoke City.
Ngày 13 tháng 1 năm 2007, Montella có trận ra mắt Premier League trước West Ham United. Ông đã ghi bàn thắng đầu tiên tại Premier League từ pha đá phạt trong trận đấu với Tottenham Hotspur tại sân Craven Cottage bảy ngày sau đó. Ông cũng đã ghi một bàn thắng vào lưới Blackburn Rovers trong trận hòa 1-1, giúp Fulham tránh được vị trí hạng.
Montella nhanh chóng trở nên nổi tiếng với những người hâm mộ Fulham và bày tỏ lòng biết ơn vì đã khiến anh cảm thấy như ở nhà tại Craven Cottage. Tuy nhiên, mọi thứ trở nên khó khăn dưới thời HLV Chris Coleman. Sau Chris Coleman bị sa thải, Montella chỉ được đá 2 lần dưới HLV Lawrie Sanchez. Montella nói bóng gió rằng anh muốn trở lại Roma sau khi kết thúc mùa giải 2006-07. Hợp đồng kết thúc ngày 8 tháng 5 năm 2007, một tuần trước khi đáo hạn.

#### Được cho mượn tại Sampdoria
Ông được cho Sampdoria mượn mùa 2007-07. Sau đó Bruno Conti đã đưa Montella trở lại Roma vào mùa 2008-09, sau khi Mancini rời Roma để gia nhập Internazionale. Montella lấy số áo 23 khi trở lại; Mirko Vučinić mang áo số 9.
Montella chỉ ra sân từ ghế dự bị cho Roma trong mùa giải 2008-09. Anh chơi trận cuối cùng vào ngày 16 tháng 5 năm 2009.
Vào ngày 2 tháng 7 năm 2009, Montella tuyên bố từ giã bóng đá chuyên nghiệp với tư cách là một cầu thủ.

## Sự nghiệp quốc tế
Montella thi đấu trận quốc tế đầu tiên của mình cho Ý dưới thời Dino Zoff trong trận đấu vòng loại UEFA Euro 2000 với Xứ Wales vào ngày 5 tháng 6 năm 1999, trận đó Ý thắng 4-0, sau khi vào sân thay cho Christian Vieri trong hiệp 2; ông có mặt trong thành phần 22 cầu thủ của đội tuyển Ý tham dự Euro 2000, giải đấu họ lọt vào trận chung kết. Mặc dù không ghi được bàn nào trong suốt giải, ông đã có 1 pha kiến tạo trong trận đấu cuối cùng tại vòng bảng cho Alessandro Del Piero, trong trận đấu với Thụy Điển. Ý thắng 2-1, qua đó đứng đầu bảng. Ông xuất hiện thêm một lần nữa trong trận thua 2-1 trước Pháp, vào sân trong hiệp hai thay thế cho đồng đội tại Roma là cầu thủ ghi bàn Marco Delvecchio. Italia dẫn trước 1-0; Pháp gỡ hòa ở phút bù giờ và cuối cùng đã giành chiến thắng trong hiệp phụ nhờ bàn thắng vàng của David Trezeguet. Ông đã ghi bàn thắng đầu tiên cho Italia trong một trận giao hữu quốc tế với Nam Phi ở Perugia vào ngày 25 tháng 4 năm 2001, chiến thắng trên sân nhà với tỷ số 1-0. Ngày 27 tháng 3 năm 2002, ông lập cú đúp trước Anh trong trận giao hữu quốc tế ở thành phố Leeds, đem về chiến thắng 2-1 cho Ý.
Dưới thời Giovanni Trapattoni, Montella được thi đấu trong chiến dịch vòng loại FIFA World Cup 2002. Sau đó Montella đã được chọn cùng ĐT Ý thi đấu ở World Cup 2002, nơi người Ý bị loại tranh cãi ở vòng 16 trước chủ nhà Hàn Quốc sau thất bại 2-1 trong hiệp phụ. Lần xuất hiện duy nhất tại World Cup, trong trận đấu vòng bảng cuối cùng của Ý với Mexico ở World Cup 2002, ông đã ghi 1 bàn thắng không được công nhận. Sau đó, ông đã kiến tạo bàn gỡ hòa của Del Piero trong trận hòa 1-1 cuối cùng vòng bảng, giúp Italia tiến vào vòng hai. Ông đã khởi động và sẵn sàng ra khỏi băng ghế dự bị ở vòng 1/16, nhưng Ahn của Hàn Quốc đã ghi bàn thắng vàng trước khi ông chuẩn bị ra sân. Sau đó, ông cũng đá cho ĐT Ý trong 3 trận đấu vòng loại Euro 2004, nhưng cuối cùng không được triệu tập cho giải đấu. Ông đá trận cuối cùng cho Ý dưới thời Marcello Lippi, trong một trận giao hữu quốc tế với Nga vào ngày 9 tháng 2 năm 2005, được tổ chức tại Cagliari, Ý đã thắng 2-0. Tổng cộng, Montella thi đấu 20 trận và ghi 3 bàn cho Italia.

## Phong cách chơi bóng
Biệt danh là " Leroplanino " ("Tiểu phi cơ"), do tầm vóc nhỏ bé và cách ăn mừng trở thành thương hiệu, bằng cách dang rộng đôi tay như đôi cánh, Montella được biết đến như một tiền đạo nhanh nhẹn, chăm chỉ, thông minh và chớp cơ hội tốt. Ông có tốc độ, kỹ thuật tốt và khả năng đánh hơi bàn thắng tốt, và có khả năng chơi bóng tốt bằng cả hai chân; ông cũng đã được mô tả là một "cầu thủ giỏi toàn diện, với kỹ năng chuyền bóng và rê bóng tuyệt vời." Mặc dù chủ yếu chơi như một tiền đạo trung tâm, ông cũng có khả năng chơi ở vai trò sáng tạo hơn như một tiền đạo thứ hai. Tuy nhiên đôi khi Montella bị HLV Fabio Capello chỉ trích là một cầu thủ "ích kỷ"; ông cũng được biết là cầu thủ dễ bị chấn thương.

## Sự nghiệp huấn luyện

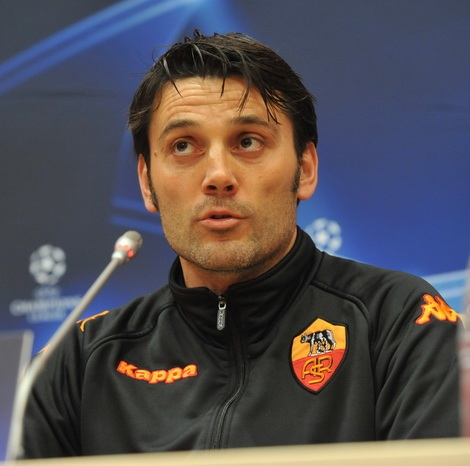
Montella làm cho HLV Roma, 2010

### Roma
Montella đã ký hợp đồng làm HLV đội trẻ trong 3 năm với Roma (đội dưới 15 tuổi).
Ngày 21 tháng 2 năm 2011, ông được bổ nhiệm làm huấn luyện viên trưởng tạm quyền của đội một trong phần còn lại của mùa giải, sau khi Claudio Ranieri từ chức. Ngày 23 tháng 2, trong trận đấu đầu tiên tại Serie A trên cương vị HLV, Roma đã giành chiến thắng trước Bologna, 1-0. Ngày 8 tháng 3, trong trận ra mắt Champions League trên cương vị HLV, Roma đã thua Shakhtar Donetsk, 3-0. Montella đã hoàn thành nhiệm vụ khá tốt cho Roma, dẫn dắt Giallorossi lên vị trí thứ 6 trong bảng xếp hạng, và sau đó anh được thanh lý hợp đồng sau khi chủ sở hữu câu lạc bộ mới do doanh nhân người Mỹ Thomas R. DiBenedetto quyết định bổ nhiệm Luis Enrique làm huấn luyện viên trưởng chính thức cho mùa 2011-12.

### Catania
Ngày 9 tháng 6 năm 2011, chỉ vài ngày sau khi được thanh lý hợp đồng với Roma, Montella đã được bổ nhiệm làm HLV mới của Catania, ký hợp đồng 2 năm với câu lạc bộ Đông Sicilia. Ông đã dẫn dắt Catania đến vị trí giữa BXH, xếp trên Palermo lần đầu tiên sau 8 năm. Montella rời Catania bằng thỏa thuận chấm dứt hợp đồng ngày 4 tháng 6 năm 2012, chỉ sau một mùa giải phụ trách đội bóng, để chuyển sang làm HLV Fiorentina.

### Fiorentina

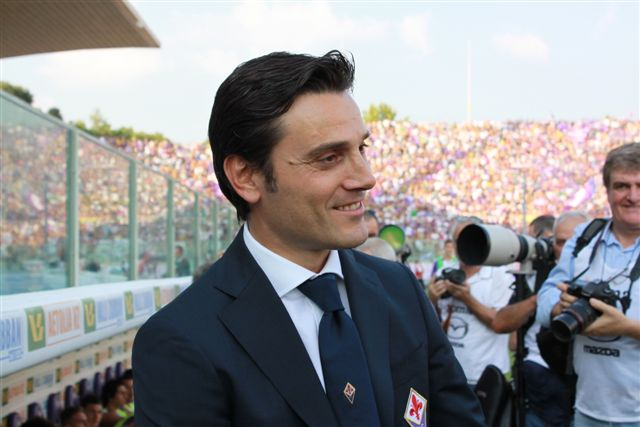
Montella làm huấn luyện viên trưởng Fiorentina, 2012

Ngày 11 tháng 6 năm 2012, Fiorentina đã thông báo trên trang web chính thức rằng Montella đã ký hợp đồng hai năm (sau đó kéo dài đến tháng 6 năm 2017) trong trang phục Tuscan. Sự xuất hiện của Montella đã chứng kiến sự thay đổi lớn lớn của đội hình, trong đó có 17 người (bao gồm Borja Valero và Alberto Aquilani) trong số 26 cầu thủ được mua về câu lạc bộ. Fiorentina kết thúc Serie A mùa 2012-13 ở vị trí thứ 4, bỏ lỡ vị trí tham dự Champions League vào tay Milan vào ngày cuối cùng của mùa giải.
Trong mùa giải thứ hai của mình, Montella đã dẫn dắt Fiorentina đến trận chung kết Coppa Italia 2014, nhưng bị đánh bại 3-1 bởi Napoli, trong khi đội kết thúc mùa giải ở vị trí thứ 4 một lần nữa. Trong mùa thứ ba của mình, Montella đã giúp Fiorentina lọt vào bán kết Europa League 2014-15, giải đấu họ bị loại bởi đương kim vô địch Sevilla. Fiorentina đạt vị trí thứ 4 trong mùa thứ 3 liên tiếp. Vào ngày 8 tháng 6, ông bị sa thải.

### Sampdoria
Ngày 15 tháng 11 năm 2015, Sampdoria tuyên bố Montella được bổ nhiệm làm huấn luyện viên trưởng mới. Ngày 28 tháng 6 năm 2016, Montella rời câu lạc bộ để gia nhập Milan.

### Milan
Ngày 28 tháng 6 năm 2016, Milan đã công bố Montella là huấn luyện viên trưởng mới của CLB với hợp đồng bắt đầu từ ngày 1 tháng 7. Ông đã ký một hợp đồng hai năm, mức lương 2,3 triệu euro mỗi năm, trong đó Sampdoria được trả 500.000 euro tiền bồi thường phá vỡ hợp đồng. Ngày 23 tháng 12, Montella đã giúp "Rossoneri" giành danh hiệu đầu tiên kể từ năm 2011, Supercoppa Italia, đánh bại Juventus 4-3 trong loạt sút luân lưu sau khi hòa 1-1 trong hiệp phụ. Với vị trí thứ 6 trên BXH Serie A, Montella đã giúp Milan được tham dự vòng sơ loại thứ ba của Europa League 2017-18 Ngày 30 tháng 5 năm 2017, ông đã gia hạn hợp đồng đến năm 2019.
Mặc dù Milan đặt ra nhất nhiều kỳ vọng, sau chiến dịch chuyển nhượng mùa hè trị giá 200 triệu euro, được tài trợ bởi các chủ sở hữu mới của đội bóng, nửa đầu mùa giải 2017-18 đã diễn ra thất vọng; Montella đã bị nhiều lời chỉ trích trên các phương tiện truyền thông vì loay hoay trong việc tìm được bộ khung 11 cầu thủ ổn định, và chỉ thắng 6 trong số 14 trận đầu tiên. Sau những kết quả tồi tệ này, đầu mùa giải 2017-18, Montella cuối cùng đã bị Milan sa thải vào ngày 27 tháng 11 năm 2017, sau trận hòa 0-0 trên sân nhà trước Torino trước đó 1 ngày; Gennaro Gattuso được giao trọng trách thay thế Montella.

### Sevilla
Ngày 28 tháng 12 năm 2017, câu lạc bộ Tây Ban Nha Sevilla FC đã công bố việc bổ nhiệm Montella làm người thay thế Eduardo Berizzo - huấn luyện viên trưởng vừa bị sa thải; bằng một hợp đồng kéo dài đến giữa năm 2019.
Trong nhiệm kỳ của mình, Montella đã dẫn dắt Sevilla đến trận tứ kết Champions League đầu tiên, đánh bại Manchester United 2-1 sau 2 lượt ở vòng 1/16. Sevilla sau đó bị loại bởi Bayern Munich ở tứ kết với tỷ 2-1 sau 2 lượt. Montella cũng đã dẫn dắt Sevilla đến trận chung kết Copa del Rey 2018, đánh bại các đội như Atlético Madrid và Léganes, sau đó thất bại 5-0 trước Barcelona.
Mặc dù là đội vào chung kết Copa Del Rey, Sevilla vẫn vật lộn với giải La Liga và vào ngày 28 tháng 4 năm 2018, Montella đã bị câu lạc bộ sa thải sau 9 trận không thắng.

### Quay trở lại Fiorentina
Ngày 10 tháng 4 năm 2019, Montella trở lại Fiorentina sau khi Stefano Pioli từ chức.

## Trên truyền thông
Montella đã góp mặt trong loạt trò chơi video FIFA của EA Sports; ông đã lên trang bìa cho phiên bản FIFA 2000 của Ý.

## Thống kê nghề nghiệp

### Cầu thủ

#### Câu lạc bộ
| Câu lạc bộ | Câu lạc bộ | Câu lạc bộ     | VĐQG    | VĐQG   | Cup          | Cup          | Cúp Liên đoàn | Cúp Liên đoàn | Cúp Châu Lục | Cúp Châu Lục | Tổng    | Tổng   |
| Mùa bóng   | CLB        | Hạng đấu       | Số trận | Số bàn | Số trận      | Số bàn       | Số trận       | Số bàn        | Số trận      | Số bàn       | Số trận | Số bàn |
| Italy      | Italy      | Italy          | VĐQG    | VĐQG   | Coppa Italia | Coppa Italia | Khác          | Khác          | Cúp Châu Âu  | Cúp Châu Âu  | Tổng    | Tổng   |
| ---------- | ---------- | -------------- | ------- | ------ | ------------ | ------------ | ------------- | ------------- | ------------ | ------------ | ------- | ------ |
| 1990–91    | Empoli     | Serie C1       | 1       | 0      | –            | –            | –             | –             | –            | –            | 1       | 0      |
| 1991–92    | Empoli     | Serie C1       | 7       | 4      | –            | –            | –             | –             | –            | –            | 7       | 4      |
| 1992–93    | Empoli     | Serie C1       | 13      | 5      | –            | –            | –             | –             | –            | –            | 13      | 5      |
| 1993–94    | Empoli     | Serie C1       | 0       | 0      | –            | –            | –             | –             | –            | –            | 0       | 0      |
| 1994–95    | Empoli     | Serie C1       | 30      | 17     | –            | –            | –             | –             | –            | –            | 30      | 17     |
| 1995–96    | Genoa      | Serie B        | 34      | 21     | –            | –            | –             | –             | –            | –            | 34      | 21     |
| 1996–97    | Sampdoria  | Serie A        | 28      | 22     | –            | –            | –             | –             | –            | –            | 28      | 22     |
| 1997–98    | Sampdoria  | Serie A        | 33      | 20     | –            | –            | –             | –             | –            | –            | 33      | 20     |
| 1998–99    | Sampdoria  | Serie A        | 22      | 12     | –            | –            | –             | –             | –            | –            | 22      | 12     |
| 1999–2000  | Roma       | Serie A        | 31      | 18     | –            | –            | –             | –             | 6            | 2            | 37      | 20     |
| 2000–01    | Roma       | Serie A        | 28      | 14     | –            | –            | –             | –             | 5            | 0            | 33      | 14     |
| 2001–02    | Roma       | Serie A        | 19      | 13     | –            | –            | –             | –             | 6            | 1            | 25      | 14     |
| 2002–03    | Roma       | Serie A        | 29      | 9      | –            | –            | –             | –             | 11           | 0            | 40      | 9      |
| 2003–04    | Roma       | Serie A        | 11      | 5      | –            | –            | –             | –             | 3            | 0            | 14      | 5      |
| 2004–05    | Roma       | Serie A        | 37      | 21     | 2            | 0            | –             | –             | 3            | 1            | 42      | 22     |
| 2005–06    | Roma       | Serie A        | 13      | 1      | –            | –            | –             | –             | 3            | 1            | 16      | 2      |
| 2006–07    | Roma       | Serie A        | 12      | 3      | 2            | 2            | –             | –             | 3            | 0            | 17      | 5      |
| Anh        | Anh        | Anh            | VĐQG    | VĐQG   | FA Cup       | FA Cup       | Cúp liên đoàn | Cúp liên đoàn | Cúp Châu Âu  | Cúp Châu Âu  | Tổng    | Tổng   |
| 2006–07    | Fulham     | Premier League | 10      | 2      | 4            | 3            | 0             | 0             | –            | –            | 14      | 5      |
| Italy      | Italy      | Italy          | VĐQG    | VĐQG   | Coppa Italia | Coppa Italia | Khác          | Khác          | Cúp Châu Âu  | Cúp Châu Âu  | Tổng    | Tổng   |
| 2007–08    | Sampdoria  | Serie A        | 13      | 4      | 0            | 0            | –             | –             | 5            | 1            | 18      | 5      |
| 2008–09    | Roma       | Serie A        | 12      | 0      | 1            | 0            | –             | –             | 2            | 0            | 15      | 0      |
| Nước       | Ý          | Ý              | 373     | 189    | 5            | 2            | –             | –             | 47           | 6            | 425     | 197    |
| Nước       | Anh        | Anh            | 10      | 2      | 4            | 3            | 0             | 0             | –            | –            | 14      | 5      |
| Tổng cộng  | Tổng cộng  | Tổng cộng      | 383     | 191    | 9            | 5            | 0             | 0             | 47           | 6            | 439     | 202    |

### Quốc tế
| 1999      | 2  | 0 |
| 2000      | 5  | 0 |
| 2001      | 4  | 1 |
| 2002      | 7  | 2 |
| 2003      | -  | - |
| 2004      | 1  | 0 |
| 2005      | 1  | 0 |
| Tổng cộng | 20 | 3 |

#### Bàn thắng quốc tế
Tỷ số của Ý viết trước. 
| #  | Ngày                | Sân vận động                   | Đối thủ | Tỷ số | Kết quả | Giải     |
| -- | ------------------- | ------------------------------ | ------- | ----- | ------- | -------- |
| 1. | 25 tháng 4 năm 2001 | Stadio Renato Curi, Perugia, Ý | Nam Phi | 1-0   | 1-0     | Giao hữu |
| 2. | 27 tháng 3 năm 2002 | Elland Road, Leeds, Anh        | Anh     | 1-1   | 2-1     | Giao hữu |
| 3. | 27 tháng 3 năm 2002 | Elland Road, Leeds, Anh        | Anh     | 2-1   | 2-1     | Giao hữu |

## Danh hiệu

### Cầu thủ

#### Câu lạc bộ
Genoa
- Anglo-Italian Cup: 1995–96

Roma 
- Serie A: 2000–01
- Supercoppa Italiana: 2001

#### Quốc tế
Đội tuyển Ý
- UEFA European Championship á quân: 2000

### Huấn luyện viên
Milan 
- Supercoppa Italiana: 2016